# Discografia dei The Darkness

## Album

### Album in studio
| Titolo                             | Dettagli                                                                                      | Posizione massima | Posizione massima | Posizione massima | Posizione massima | Posizione massima | Posizione massima | Posizione massima | Posizione massima | Posizione massima | Posizione massima | Posizione massima | Vendite                                       | Certificazioni                                                         |
| Titolo                             | Dettagli                                                                                      | AUS               | AUT               | FIN               | GER               | IRL               | ITA               | JPN               | SWE               | SWI               | UK                | US                | Vendite                                       | Certificazioni                                                         |
| ---------------------------------- | --------------------------------------------------------------------------------------------- | ----------------- | ----------------- | ----------------- | ----------------- | ----------------- | ----------------- | ----------------- | ----------------- | ----------------- | ----------------- | ----------------- | --------------------------------------------- | ---------------------------------------------------------------------- |
| Permission to Land                 | - Pubblicazione: 7 luglio 2003 - Etichetta: Atlantic - Formati: CD, LP                        | 17                | 40                | 17                | 19                | 2                 | 16                | 5                 | 8                 | 59                | 1                 | 36                | - UK: 1 500 000 - US: 710 000 - WW: 3 000 000 | - UK: 4× Platino - AUS: Platino - CAN: Platino - NZ: Platino - US: Oro |
| One Way Ticket to Hell... and Back | - Pubblicazione: 28 novembre 2005 - Etichetta: Atlantic - Formati: CD, LP                     | 25                | 44                | 31                | 32                | 20                | 27                | 26                | 22                | 48                | 11                | 58                |                                               | - UK: Argento                                                          |
| Hot Cakes                          | - Pubblicazione: 20 agosto 2012 - Etichetta: Canary Dwarf - Formati: CD, DL                   | 15                | 24                | 46                | 16                | 14                | 15                | 50                | 30                | 20                | 4                 | 43                | - US: 26 000                                  |                                                                        |
| Last of Our Kind                   | - Pubblicazione: 27 maggio 2015 - Etichetta: Canary Dwarf - Formati: CD, DL                   | 23                | 53                | 41                | 56                | 49                | 36                | 57                | —                 | 43                | 12                | 125               |                                               |                                                                        |
| Pinewood Smile                     | - Pubblicazione: 6 ottobre 2017 - Etichetta: Cooking Vinyl - Formati: CD, vinyl, DL, Cassette | 17                | —                 | —                 | —                 | —                 | —                 | 166               | —                 | 90                | —                 | 190               |                                               |                                                                        |
| Easter Is Cancelled                | - Pubblicazione: 4 ottobre 2019 - Etichetta: Cooking Vinyl - Formati: CD, DL                  | 22                | —                 | —                 | 60                | 31                | 90                | 242               | —                 | 79                | 10                | —                 |                                               |                                                                        |

### Raccolte
| Titolo                 | Dettagli                                                       |
| ---------------------- | -------------------------------------------------------------- |
| The Platino Collection | - Pubblicazione: 7 aprile 2008 - Etichetta: Rhino - Format: CD |

### Album dal vivo
| Titolo              | Dettagli                                                                 |
| ------------------- | ------------------------------------------------------------------------ |
| Live at Hammersmith | - Pubblicazione: 15 giugno 2015 - Etichetta: Canary Dwarf - Format: vari |

## Extended play
| Titolo                           | Dettagli                                                               |
| -------------------------------- | ---------------------------------------------------------------------- |
| I Believe in a Thing Called Love | - Pubblicazione: 12 agosto 2002 - Etichetta: Must Destroy - Format: CD |

## Singoli
| Anno | Titolo                                                                     | Posizione massima | Posizione massima | Posizione massima | Posizione massima | Posizione massima | Posizione massima | Posizione massima | Posizione massima | Posizione massima | Posizione massima | Posizione massima | Album                              |
| Anno | Titolo                                                                     | AUS               | DEN               | GER               | IRL               | ITA               | NED               | NOR               | NZ                | SWE               | UK                | US Alt.           | Album                              |
| ---- | -------------------------------------------------------------------------- | ----------------- | ----------------- | ----------------- | ----------------- | ----------------- | ----------------- | ----------------- | ----------------- | ----------------- | ----------------- | ----------------- | ---------------------------------- |
| 2003 | Get Your Hands off My Woman                                                | —                 | —                 | —                 | —                 | —                 | —                 | —                 | —                 | —                 | 43                | —                 | Permission to Land                 |
| 2003 | Growing on Me                                                              | 46                | —                 | —                 | 42                | —                 | —                 | —                 | —                 | —                 | 11                | 31                | Permission to Land                 |
| 2003 | I Believe in a Thing Called Love                                           | 40                | —                 | 47                | 5                 | —                 | 12                | 14                | 10                | 8                 | 2                 | 9                 | Permission to Land                 |
| 2003 | Christmas Time (Don't Let the Bells End)                                   | —                 | 9                 | —                 | 2                 | —                 | —                 | 20                | —                 | —                 | 2                 | —                 | Permission to Land                 |
| 2004 | Love Is Only a Feeling                                                     | 35                | —                 | 95                | 10                | —                 | 92                | —                 | 22                | 55                | 5                 | —                 | Permission to Land                 |
| 2005 | One Way Ticket                                                             | 36                | 20                | 75                | 22                | 28                | —                 | 19                | 15                | 31                | 8                 | —                 | One Way Ticket to Hell... and Back |
| 2006 | Is It Just Me?                                                             | 39                | —                 | —                 | 36                | —                 | —                 | —                 | —                 | —                 | 8                 | —                 | One Way Ticket to Hell... and Back |
| 2006 | Girlfriend                                                                 | —                 | —                 | —                 | 40                | —                 | —                 | —                 | —                 | —                 | 39                | —                 | One Way Ticket to Hell... and Back |
| 2012 | Everybody Have a Good Time                                                 | —                 | —                 | —                 | —                 | —                 | —                 | —                 | —                 | —                 | —                 | —                 | Hot Cakes                          |
| 2015 | Barbarian                                                                  | —                 | —                 | —                 | —                 | —                 | —                 | —                 | —                 | —                 | —                 | —                 | Last of our Kind                   |
| 2015 | Open Fire                                                                  | —                 | —                 | —                 | —                 | —                 | —                 | —                 | —                 | —                 | —                 | —                 | Last of our Kind                   |
| 2015 | Last of Our Kind                                                           | —                 | —                 | —                 | —                 | —                 | —                 | —                 | —                 | —                 | —                 | —                 | Last of our Kind                   |
| 2015 | Million Dollar Strong                                                      | —                 | —                 | —                 | —                 | —                 | —                 | —                 | —                 | —                 | —                 | —                 | Last of Our Kind (edizione Deluxe) |
| 2015 | I Am Santa                                                                 | —                 | —                 | —                 | —                 | —                 | —                 | —                 | —                 | —                 | —                 | —                 | Last of Our Kind (edizione Deluxe) |
| 2017 | All the Pretty Girls                                                       | —                 | —                 | —                 | —                 | —                 | —                 | —                 | —                 | —                 | —                 | —                 | Pinewood Smile                     |
| 2017 | Solid Gold                                                                 | —                 | —                 | —                 | —                 | —                 | —                 | —                 | —                 | —                 | —                 | —                 | Pinewood Smile                     |
| 2017 | Southern Trains                                                            | —                 | —                 | —                 | —                 | —                 | —                 | —                 | —                 | —                 | —                 | —                 | Pinewood Smile                     |
| 2017 | Happiness                                                                  | —                 | —                 | —                 | —                 | —                 | —                 | —                 | —                 | —                 | —                 | —                 | Pinewood Smile                     |
| 2018 | "Buccaneers of Hispaniola (Live) / I Believe in a Thing Called Love (Live) | —                 | —                 | —                 | —                 | —                 | —                 | —                 | —                 | —                 | —                 | —                 | Live at Hammersmith                |
| 2018 | Solid Gold (Live)                                                          | —                 | —                 | —                 | —                 | —                 | —                 | —                 | —                 | —                 | —                 | —                 | Live at Hammersmith                |
| 2019 | Rock and Roll Deserves to Die                                              | —                 | —                 | —                 | —                 | —                 | —                 | —                 | —                 | —                 | —                 | —                 | Easter Is Cancelled                |
| 2019 | Heart Explodes                                                             | —                 | —                 | —                 | —                 | —                 | —                 | —                 | —                 | —                 | —                 | —                 | Easter Is Cancelled                |
| 2019 | Easter is Cancelled                                                        | —                 | —                 | —                 | —                 | —                 | —                 | —                 | —                 | —                 | —                 | —                 | Easter Is Cancelled                |

## Video musicali
| Anno | Titolo                                   | Regista                  |
| ---- | ---------------------------------------- | ------------------------ |
| 2003 | Get Your Hands Off My Woman              |                          |
| 2003 | Growing on Me                            |                          |
| 2003 | I Believe in a Thing Called Love         | Alex Smith               |
| 2003 | Christmas Time (Don't Let the Bells End) |                          |
| 2004 | Love Is Only a Feeling                   |                          |
| 2005 | One Way Ticket                           | Tim Pope                 |
| 2006 | Is It Just Me?                           | Tim Pope                 |
| 2006 | Girlfriend                               | Tim Pope                 |
| 2012 | Nothing's Gonna Stop Us                  | Thom Lessner, Ted Passon |
| 2012 | Everybody Have a Good Time               | Warren Fu                |
| 2013 | With a Woman                             | Warren Fu                |
| 2015 | Barbarian                                |                          |
| 2015 | Open Fire                                |                          |
| 2015 | Last of Our Kind                         |                          |
| 2015 | I Am Santa                               |                          |
| 2017 | All The Pretty Girls                     |                          |
| 2017 | Solid Gold                               |                          |
| 2017 | Southern Trains                          |                          |
| 2017 | Happiness                                |                          |
| 2019 | Rock and Roll Deserves to Die            |                          |
| 2019 | Heart Explodes                           |                          |